# Mark Knopfler
Mark Freuder Knopfler, OBE (født 12. august 1949 i Glasgow) er en skotsk guitarist, sanger, sangskriver og tidligere journalist.
Knopfler blev kendt som forsanger, sangskriver og guitarist for Dire Straits, som han startede sammen med sin bror David Knopfler i 1977. Som guitarist er han kendt for sin særlige fingerpicking-spillestil. Han har komponeret og indspillet soundtrack til flere film, bl.a. Local Hero (1983) og The Princess Bride (1987). Siden Dire Straits blev opløst i 1995, har han fortsat sin karriere som solist. I 1999 blev Knopfler tildelt OBE, for sit virke som musiker. Han var i sine tidlige år inspireret af bl.a. guitaristen Hank Marvin fra The Shadows. 